# Duizend spiegels
Duizend Spiegels is het achtste Nederlandstalige studioalbum van Marco Borsato uit 2013, en de opvolger van zijn vorige studioalbum Dromen durven delen. De plaat kwam op vrijdag 22 november 2013 officieel uit maar werd daags ervoor tijdens een luistersessie in Club Ziggo voor genodigden, prijswinnaars en pers gepresenteerd. De presentatie was in handen van Humberto Tan.
Het album verscheen in twee versies, een limited edition met een speciale spiegelhoes en een versie in een normaal compact discdoosje. Op beide versies staan dezelfde nummers.
Direct op de dag dat het album uitkwam bereikte het de eerste plek in de iTunes charts. Een week daarna bereikte het ook de eerste plaats in de Album Top 100. Ondanks dat het schijfje in november uitkwam, had het aan een maand genoeg om het best verkochte album van 2013 te worden, zelfs met ruime voorsprong op de nummer twee: Sandra van Nieuwland met And More, die het hele jaar genoteerd stond.
Op de cd staan onder meer duetten met Trijntje Oosterhuis, Borsato's dochter Jada Borsato, Ali B, Gers Pardoel en Lisa Lois.

## Tracklist
| Nr. | Titel                                                                                          | Duur |
| --- | ---------------------------------------------------------------------------------------------- | ---- |
| 1.  | Het beste wat ik ooit had                                                                      | 4:27 |
| 2.  | De weg terug                                                                                   | 3:53 |
| 3.  | Terug                                                                                          | 3:43 |
| 4.  | Ik zou het zo weer overdoen (met Trijntje Oosterhuis)                                          | 4:09 |
| 5.  | Stem (met Gers Pardoel)                                                                        | 4:32 |
| 6.  | Verlies                                                                                        | 5:01 |
| 7.  | Zoals je bent (met Lisa Lois)                                                                  | 3:05 |
| 8.  | Bang voor water                                                                                | 3:52 |
| 9.  | Woorden                                                                                        | 4:16 |
| 10. | Samen voor altijd (met Jada Borsato, Willem Frederiks, Lange Frans, Day Ewbank en John Ewbank) | 4:08 |
| 11. | Alles wat stijgt                                                                               | 4:04 |
| 12. | Breng jij mij naar huis                                                                        | 4:35 |
| 13. | Muziek (met Bag2Bank & Ali B)                                                                  | 4:15 |
| 14. | Breng jij mij naar huis (Remix) (met Showtek)                                                  | 4:07 |

## Hitnoteringen

### NederlandseAlbum Top 100
| Hitnotering (week 1 t/m 48): 30-11-2013 t/m 25-10-2014 Hitnotering (week 49 t/m 50): 27-12-2014 t/m 03-01-2015 Hitnotering (week 51 t/m 54): 04-04-2015 t/m 25-04-2015 Hitnotering (week 55 t/m 56): 09-05-2015 t/m 16-05-2015 Hitnotering (week 57 t/m 63): 24-10-2015 t/m 05-12-2015 Hitnotering (week 64 t/m 65): 19-12-2015 t/m 26-12-2015 Hitnotering (week 66 t/m 68): 09-01-2016 t/m 23-01-2016 Hitnotering (week 69 t/m 70): 13-02-2016 t/m 20-02-2016 Hitnotering (week 71 t/m 72): 05-03-2016 t/m 12-03-2016 Hitnotering (week 73 t/m 74): 02-04-2016 t/m 09-04-2016 | Hitnotering (week 1 t/m 48): 30-11-2013 t/m 25-10-2014 Hitnotering (week 49 t/m 50): 27-12-2014 t/m 03-01-2015 Hitnotering (week 51 t/m 54): 04-04-2015 t/m 25-04-2015 Hitnotering (week 55 t/m 56): 09-05-2015 t/m 16-05-2015 Hitnotering (week 57 t/m 63): 24-10-2015 t/m 05-12-2015 Hitnotering (week 64 t/m 65): 19-12-2015 t/m 26-12-2015 Hitnotering (week 66 t/m 68): 09-01-2016 t/m 23-01-2016 Hitnotering (week 69 t/m 70): 13-02-2016 t/m 20-02-2016 Hitnotering (week 71 t/m 72): 05-03-2016 t/m 12-03-2016 Hitnotering (week 73 t/m 74): 02-04-2016 t/m 09-04-2016 | Hitnotering (week 1 t/m 48): 30-11-2013 t/m 25-10-2014 Hitnotering (week 49 t/m 50): 27-12-2014 t/m 03-01-2015 Hitnotering (week 51 t/m 54): 04-04-2015 t/m 25-04-2015 Hitnotering (week 55 t/m 56): 09-05-2015 t/m 16-05-2015 Hitnotering (week 57 t/m 63): 24-10-2015 t/m 05-12-2015 Hitnotering (week 64 t/m 65): 19-12-2015 t/m 26-12-2015 Hitnotering (week 66 t/m 68): 09-01-2016 t/m 23-01-2016 Hitnotering (week 69 t/m 70): 13-02-2016 t/m 20-02-2016 Hitnotering (week 71 t/m 72): 05-03-2016 t/m 12-03-2016 Hitnotering (week 73 t/m 74): 02-04-2016 t/m 09-04-2016 | Hitnotering (week 1 t/m 48): 30-11-2013 t/m 25-10-2014 Hitnotering (week 49 t/m 50): 27-12-2014 t/m 03-01-2015 Hitnotering (week 51 t/m 54): 04-04-2015 t/m 25-04-2015 Hitnotering (week 55 t/m 56): 09-05-2015 t/m 16-05-2015 Hitnotering (week 57 t/m 63): 24-10-2015 t/m 05-12-2015 Hitnotering (week 64 t/m 65): 19-12-2015 t/m 26-12-2015 Hitnotering (week 66 t/m 68): 09-01-2016 t/m 23-01-2016 Hitnotering (week 69 t/m 70): 13-02-2016 t/m 20-02-2016 Hitnotering (week 71 t/m 72): 05-03-2016 t/m 12-03-2016 Hitnotering (week 73 t/m 74): 02-04-2016 t/m 09-04-2016 | Hitnotering (week 1 t/m 48): 30-11-2013 t/m 25-10-2014 Hitnotering (week 49 t/m 50): 27-12-2014 t/m 03-01-2015 Hitnotering (week 51 t/m 54): 04-04-2015 t/m 25-04-2015 Hitnotering (week 55 t/m 56): 09-05-2015 t/m 16-05-2015 Hitnotering (week 57 t/m 63): 24-10-2015 t/m 05-12-2015 Hitnotering (week 64 t/m 65): 19-12-2015 t/m 26-12-2015 Hitnotering (week 66 t/m 68): 09-01-2016 t/m 23-01-2016 Hitnotering (week 69 t/m 70): 13-02-2016 t/m 20-02-2016 Hitnotering (week 71 t/m 72): 05-03-2016 t/m 12-03-2016 Hitnotering (week 73 t/m 74): 02-04-2016 t/m 09-04-2016 | Hitnotering (week 1 t/m 48): 30-11-2013 t/m 25-10-2014 Hitnotering (week 49 t/m 50): 27-12-2014 t/m 03-01-2015 Hitnotering (week 51 t/m 54): 04-04-2015 t/m 25-04-2015 Hitnotering (week 55 t/m 56): 09-05-2015 t/m 16-05-2015 Hitnotering (week 57 t/m 63): 24-10-2015 t/m 05-12-2015 Hitnotering (week 64 t/m 65): 19-12-2015 t/m 26-12-2015 Hitnotering (week 66 t/m 68): 09-01-2016 t/m 23-01-2016 Hitnotering (week 69 t/m 70): 13-02-2016 t/m 20-02-2016 Hitnotering (week 71 t/m 72): 05-03-2016 t/m 12-03-2016 Hitnotering (week 73 t/m 74): 02-04-2016 t/m 09-04-2016 | Hitnotering (week 1 t/m 48): 30-11-2013 t/m 25-10-2014 Hitnotering (week 49 t/m 50): 27-12-2014 t/m 03-01-2015 Hitnotering (week 51 t/m 54): 04-04-2015 t/m 25-04-2015 Hitnotering (week 55 t/m 56): 09-05-2015 t/m 16-05-2015 Hitnotering (week 57 t/m 63): 24-10-2015 t/m 05-12-2015 Hitnotering (week 64 t/m 65): 19-12-2015 t/m 26-12-2015 Hitnotering (week 66 t/m 68): 09-01-2016 t/m 23-01-2016 Hitnotering (week 69 t/m 70): 13-02-2016 t/m 20-02-2016 Hitnotering (week 71 t/m 72): 05-03-2016 t/m 12-03-2016 Hitnotering (week 73 t/m 74): 02-04-2016 t/m 09-04-2016 | Hitnotering (week 1 t/m 48): 30-11-2013 t/m 25-10-2014 Hitnotering (week 49 t/m 50): 27-12-2014 t/m 03-01-2015 Hitnotering (week 51 t/m 54): 04-04-2015 t/m 25-04-2015 Hitnotering (week 55 t/m 56): 09-05-2015 t/m 16-05-2015 Hitnotering (week 57 t/m 63): 24-10-2015 t/m 05-12-2015 Hitnotering (week 64 t/m 65): 19-12-2015 t/m 26-12-2015 Hitnotering (week 66 t/m 68): 09-01-2016 t/m 23-01-2016 Hitnotering (week 69 t/m 70): 13-02-2016 t/m 20-02-2016 Hitnotering (week 71 t/m 72): 05-03-2016 t/m 12-03-2016 Hitnotering (week 73 t/m 74): 02-04-2016 t/m 09-04-2016 | Hitnotering (week 1 t/m 48): 30-11-2013 t/m 25-10-2014 Hitnotering (week 49 t/m 50): 27-12-2014 t/m 03-01-2015 Hitnotering (week 51 t/m 54): 04-04-2015 t/m 25-04-2015 Hitnotering (week 55 t/m 56): 09-05-2015 t/m 16-05-2015 Hitnotering (week 57 t/m 63): 24-10-2015 t/m 05-12-2015 Hitnotering (week 64 t/m 65): 19-12-2015 t/m 26-12-2015 Hitnotering (week 66 t/m 68): 09-01-2016 t/m 23-01-2016 Hitnotering (week 69 t/m 70): 13-02-2016 t/m 20-02-2016 Hitnotering (week 71 t/m 72): 05-03-2016 t/m 12-03-2016 Hitnotering (week 73 t/m 74): 02-04-2016 t/m 09-04-2016 | Hitnotering (week 1 t/m 48): 30-11-2013 t/m 25-10-2014 Hitnotering (week 49 t/m 50): 27-12-2014 t/m 03-01-2015 Hitnotering (week 51 t/m 54): 04-04-2015 t/m 25-04-2015 Hitnotering (week 55 t/m 56): 09-05-2015 t/m 16-05-2015 Hitnotering (week 57 t/m 63): 24-10-2015 t/m 05-12-2015 Hitnotering (week 64 t/m 65): 19-12-2015 t/m 26-12-2015 Hitnotering (week 66 t/m 68): 09-01-2016 t/m 23-01-2016 Hitnotering (week 69 t/m 70): 13-02-2016 t/m 20-02-2016 Hitnotering (week 71 t/m 72): 05-03-2016 t/m 12-03-2016 Hitnotering (week 73 t/m 74): 02-04-2016 t/m 09-04-2016 | Hitnotering (week 1 t/m 48): 30-11-2013 t/m 25-10-2014 Hitnotering (week 49 t/m 50): 27-12-2014 t/m 03-01-2015 Hitnotering (week 51 t/m 54): 04-04-2015 t/m 25-04-2015 Hitnotering (week 55 t/m 56): 09-05-2015 t/m 16-05-2015 Hitnotering (week 57 t/m 63): 24-10-2015 t/m 05-12-2015 Hitnotering (week 64 t/m 65): 19-12-2015 t/m 26-12-2015 Hitnotering (week 66 t/m 68): 09-01-2016 t/m 23-01-2016 Hitnotering (week 69 t/m 70): 13-02-2016 t/m 20-02-2016 Hitnotering (week 71 t/m 72): 05-03-2016 t/m 12-03-2016 Hitnotering (week 73 t/m 74): 02-04-2016 t/m 09-04-2016 | Hitnotering (week 1 t/m 48): 30-11-2013 t/m 25-10-2014 Hitnotering (week 49 t/m 50): 27-12-2014 t/m 03-01-2015 Hitnotering (week 51 t/m 54): 04-04-2015 t/m 25-04-2015 Hitnotering (week 55 t/m 56): 09-05-2015 t/m 16-05-2015 Hitnotering (week 57 t/m 63): 24-10-2015 t/m 05-12-2015 Hitnotering (week 64 t/m 65): 19-12-2015 t/m 26-12-2015 Hitnotering (week 66 t/m 68): 09-01-2016 t/m 23-01-2016 Hitnotering (week 69 t/m 70): 13-02-2016 t/m 20-02-2016 Hitnotering (week 71 t/m 72): 05-03-2016 t/m 12-03-2016 Hitnotering (week 73 t/m 74): 02-04-2016 t/m 09-04-2016 | Hitnotering (week 1 t/m 48): 30-11-2013 t/m 25-10-2014 Hitnotering (week 49 t/m 50): 27-12-2014 t/m 03-01-2015 Hitnotering (week 51 t/m 54): 04-04-2015 t/m 25-04-2015 Hitnotering (week 55 t/m 56): 09-05-2015 t/m 16-05-2015 Hitnotering (week 57 t/m 63): 24-10-2015 t/m 05-12-2015 Hitnotering (week 64 t/m 65): 19-12-2015 t/m 26-12-2015 Hitnotering (week 66 t/m 68): 09-01-2016 t/m 23-01-2016 Hitnotering (week 69 t/m 70): 13-02-2016 t/m 20-02-2016 Hitnotering (week 71 t/m 72): 05-03-2016 t/m 12-03-2016 Hitnotering (week 73 t/m 74): 02-04-2016 t/m 09-04-2016 | Hitnotering (week 1 t/m 48): 30-11-2013 t/m 25-10-2014 Hitnotering (week 49 t/m 50): 27-12-2014 t/m 03-01-2015 Hitnotering (week 51 t/m 54): 04-04-2015 t/m 25-04-2015 Hitnotering (week 55 t/m 56): 09-05-2015 t/m 16-05-2015 Hitnotering (week 57 t/m 63): 24-10-2015 t/m 05-12-2015 Hitnotering (week 64 t/m 65): 19-12-2015 t/m 26-12-2015 Hitnotering (week 66 t/m 68): 09-01-2016 t/m 23-01-2016 Hitnotering (week 69 t/m 70): 13-02-2016 t/m 20-02-2016 Hitnotering (week 71 t/m 72): 05-03-2016 t/m 12-03-2016 Hitnotering (week 73 t/m 74): 02-04-2016 t/m 09-04-2016 | Hitnotering (week 1 t/m 48): 30-11-2013 t/m 25-10-2014 Hitnotering (week 49 t/m 50): 27-12-2014 t/m 03-01-2015 Hitnotering (week 51 t/m 54): 04-04-2015 t/m 25-04-2015 Hitnotering (week 55 t/m 56): 09-05-2015 t/m 16-05-2015 Hitnotering (week 57 t/m 63): 24-10-2015 t/m 05-12-2015 Hitnotering (week 64 t/m 65): 19-12-2015 t/m 26-12-2015 Hitnotering (week 66 t/m 68): 09-01-2016 t/m 23-01-2016 Hitnotering (week 69 t/m 70): 13-02-2016 t/m 20-02-2016 Hitnotering (week 71 t/m 72): 05-03-2016 t/m 12-03-2016 Hitnotering (week 73 t/m 74): 02-04-2016 t/m 09-04-2016 | Hitnotering (week 1 t/m 48): 30-11-2013 t/m 25-10-2014 Hitnotering (week 49 t/m 50): 27-12-2014 t/m 03-01-2015 Hitnotering (week 51 t/m 54): 04-04-2015 t/m 25-04-2015 Hitnotering (week 55 t/m 56): 09-05-2015 t/m 16-05-2015 Hitnotering (week 57 t/m 63): 24-10-2015 t/m 05-12-2015 Hitnotering (week 64 t/m 65): 19-12-2015 t/m 26-12-2015 Hitnotering (week 66 t/m 68): 09-01-2016 t/m 23-01-2016 Hitnotering (week 69 t/m 70): 13-02-2016 t/m 20-02-2016 Hitnotering (week 71 t/m 72): 05-03-2016 t/m 12-03-2016 Hitnotering (week 73 t/m 74): 02-04-2016 t/m 09-04-2016 | Hitnotering (week 1 t/m 48): 30-11-2013 t/m 25-10-2014 Hitnotering (week 49 t/m 50): 27-12-2014 t/m 03-01-2015 Hitnotering (week 51 t/m 54): 04-04-2015 t/m 25-04-2015 Hitnotering (week 55 t/m 56): 09-05-2015 t/m 16-05-2015 Hitnotering (week 57 t/m 63): 24-10-2015 t/m 05-12-2015 Hitnotering (week 64 t/m 65): 19-12-2015 t/m 26-12-2015 Hitnotering (week 66 t/m 68): 09-01-2016 t/m 23-01-2016 Hitnotering (week 69 t/m 70): 13-02-2016 t/m 20-02-2016 Hitnotering (week 71 t/m 72): 05-03-2016 t/m 12-03-2016 Hitnotering (week 73 t/m 74): 02-04-2016 t/m 09-04-2016 | Hitnotering (week 1 t/m 48): 30-11-2013 t/m 25-10-2014 Hitnotering (week 49 t/m 50): 27-12-2014 t/m 03-01-2015 Hitnotering (week 51 t/m 54): 04-04-2015 t/m 25-04-2015 Hitnotering (week 55 t/m 56): 09-05-2015 t/m 16-05-2015 Hitnotering (week 57 t/m 63): 24-10-2015 t/m 05-12-2015 Hitnotering (week 64 t/m 65): 19-12-2015 t/m 26-12-2015 Hitnotering (week 66 t/m 68): 09-01-2016 t/m 23-01-2016 Hitnotering (week 69 t/m 70): 13-02-2016 t/m 20-02-2016 Hitnotering (week 71 t/m 72): 05-03-2016 t/m 12-03-2016 Hitnotering (week 73 t/m 74): 02-04-2016 t/m 09-04-2016 | Hitnotering (week 1 t/m 48): 30-11-2013 t/m 25-10-2014 Hitnotering (week 49 t/m 50): 27-12-2014 t/m 03-01-2015 Hitnotering (week 51 t/m 54): 04-04-2015 t/m 25-04-2015 Hitnotering (week 55 t/m 56): 09-05-2015 t/m 16-05-2015 Hitnotering (week 57 t/m 63): 24-10-2015 t/m 05-12-2015 Hitnotering (week 64 t/m 65): 19-12-2015 t/m 26-12-2015 Hitnotering (week 66 t/m 68): 09-01-2016 t/m 23-01-2016 Hitnotering (week 69 t/m 70): 13-02-2016 t/m 20-02-2016 Hitnotering (week 71 t/m 72): 05-03-2016 t/m 12-03-2016 Hitnotering (week 73 t/m 74): 02-04-2016 t/m 09-04-2016 | Hitnotering (week 1 t/m 48): 30-11-2013 t/m 25-10-2014 Hitnotering (week 49 t/m 50): 27-12-2014 t/m 03-01-2015 Hitnotering (week 51 t/m 54): 04-04-2015 t/m 25-04-2015 Hitnotering (week 55 t/m 56): 09-05-2015 t/m 16-05-2015 Hitnotering (week 57 t/m 63): 24-10-2015 t/m 05-12-2015 Hitnotering (week 64 t/m 65): 19-12-2015 t/m 26-12-2015 Hitnotering (week 66 t/m 68): 09-01-2016 t/m 23-01-2016 Hitnotering (week 69 t/m 70): 13-02-2016 t/m 20-02-2016 Hitnotering (week 71 t/m 72): 05-03-2016 t/m 12-03-2016 Hitnotering (week 73 t/m 74): 02-04-2016 t/m 09-04-2016 | Hitnotering (week 1 t/m 48): 30-11-2013 t/m 25-10-2014 Hitnotering (week 49 t/m 50): 27-12-2014 t/m 03-01-2015 Hitnotering (week 51 t/m 54): 04-04-2015 t/m 25-04-2015 Hitnotering (week 55 t/m 56): 09-05-2015 t/m 16-05-2015 Hitnotering (week 57 t/m 63): 24-10-2015 t/m 05-12-2015 Hitnotering (week 64 t/m 65): 19-12-2015 t/m 26-12-2015 Hitnotering (week 66 t/m 68): 09-01-2016 t/m 23-01-2016 Hitnotering (week 69 t/m 70): 13-02-2016 t/m 20-02-2016 Hitnotering (week 71 t/m 72): 05-03-2016 t/m 12-03-2016 Hitnotering (week 73 t/m 74): 02-04-2016 t/m 09-04-2016 | Hitnotering (week 1 t/m 48): 30-11-2013 t/m 25-10-2014 Hitnotering (week 49 t/m 50): 27-12-2014 t/m 03-01-2015 Hitnotering (week 51 t/m 54): 04-04-2015 t/m 25-04-2015 Hitnotering (week 55 t/m 56): 09-05-2015 t/m 16-05-2015 Hitnotering (week 57 t/m 63): 24-10-2015 t/m 05-12-2015 Hitnotering (week 64 t/m 65): 19-12-2015 t/m 26-12-2015 Hitnotering (week 66 t/m 68): 09-01-2016 t/m 23-01-2016 Hitnotering (week 69 t/m 70): 13-02-2016 t/m 20-02-2016 Hitnotering (week 71 t/m 72): 05-03-2016 t/m 12-03-2016 Hitnotering (week 73 t/m 74): 02-04-2016 t/m 09-04-2016 |
| Week: | 1 | 2 | 3 | 4 | 5 | 6 | 7 | 8 | 9 | 10 | 11 | 12 | 13 | 14 | 15 | 16 | 17 | 18 | 19 | 20 | 21 |
| --- | --- | --- | --- | --- | --- | --- | --- | --- | --- | --- | --- | --- | --- | --- | --- | --- | --- | --- | --- | --- | --- |
| Positie: | 1 | 1 | 1 | 2 | 1 | 1 | 1 | 2 | 3 | 3 | 6 | 5 | 7 | 7 | 7 | 8 | 15 | 12 | 12 | 10 | 17 |
| Week: | 22 | 23 | 24 | 25 | 26 | 27 | 28 | 29 | 30 | 31 | 32 | 33 | 34 | 35 | 36 | 37 | 38 | 39 | 40 | 41 | 42 |
| Positie: | 26 | 21 | 19 | 14 | 17 | 17 | 7 | 23 | 28 | 30 | 4 | 54 | 66 | 57 | 53 | 26 | 55 | 93 | 72 | 83 | 86 |
| Week: | 43 | 44 | 45 | 46 | 47 | 48 | | 49 | 50 | | 51 | 52 | 53 | 54 | | 55 | 56 | | 57 | 58 | 59 |
| Positie: | 40 | 56 | 60 | 67 | 86 | 94 | uit | 85 | 87 | uit | 75 | 75 | 87 | 97 | uit | 62 | 63 | uit | 91 | 79 | 63 |
| Week: | 60 | 61 | 62 | 63 | | 64 | 65 | | 66 | 67 | 68 | | 69 | 70 | | 71 | 72 | | 73 | 74 | |
| Positie: | 72 | 84 | 64 | 63 | uit | 88 | 92 | uit | 90 | 66 | 85 | uit | 95 | 99 | uit | 83 | 94 | uit | 93 | 95 | uit |

### VlaamseUltratop 200Albums
| Hitnotering (week 1 t/m 52): 07-12-2013 t/m 29-11-2014 Hitnotering (week 53 t/m 63): 13-12-2014 t/m 21-02-2015 Hitnotering (week 64): 21-03-2015 Hitnotering (week 65): 11-04-2015 Hitnotering (week 66): 11-07-2015 Hitnotering (week 67 t/m 68): 01-08-2015 t/m 08-08-2015 Hitnotering (week 69): 28-11-2015 Hitnotering (week 70): 04-06-2016 Hitnotering (week 71): 18-06-2016 Hitnotering (week 72): 16-07-2016 Hitnotering (week 73 t/m 74): 27-08-2016 t/m 03-09-2016 Hitnotering (week 75): 25-02-2017 Hitnotering (week 76): 19-08-2017 Hitnotering (week 77 t/m 78): 25-11-2017 t/m 02-12-2017 Hitnotering (week 79): 30-12-2017 Hitnotering (week 80): 20-01-2018 | Hitnotering (week 1 t/m 52): 07-12-2013 t/m 29-11-2014 Hitnotering (week 53 t/m 63): 13-12-2014 t/m 21-02-2015 Hitnotering (week 64): 21-03-2015 Hitnotering (week 65): 11-04-2015 Hitnotering (week 66): 11-07-2015 Hitnotering (week 67 t/m 68): 01-08-2015 t/m 08-08-2015 Hitnotering (week 69): 28-11-2015 Hitnotering (week 70): 04-06-2016 Hitnotering (week 71): 18-06-2016 Hitnotering (week 72): 16-07-2016 Hitnotering (week 73 t/m 74): 27-08-2016 t/m 03-09-2016 Hitnotering (week 75): 25-02-2017 Hitnotering (week 76): 19-08-2017 Hitnotering (week 77 t/m 78): 25-11-2017 t/m 02-12-2017 Hitnotering (week 79): 30-12-2017 Hitnotering (week 80): 20-01-2018 | Hitnotering (week 1 t/m 52): 07-12-2013 t/m 29-11-2014 Hitnotering (week 53 t/m 63): 13-12-2014 t/m 21-02-2015 Hitnotering (week 64): 21-03-2015 Hitnotering (week 65): 11-04-2015 Hitnotering (week 66): 11-07-2015 Hitnotering (week 67 t/m 68): 01-08-2015 t/m 08-08-2015 Hitnotering (week 69): 28-11-2015 Hitnotering (week 70): 04-06-2016 Hitnotering (week 71): 18-06-2016 Hitnotering (week 72): 16-07-2016 Hitnotering (week 73 t/m 74): 27-08-2016 t/m 03-09-2016 Hitnotering (week 75): 25-02-2017 Hitnotering (week 76): 19-08-2017 Hitnotering (week 77 t/m 78): 25-11-2017 t/m 02-12-2017 Hitnotering (week 79): 30-12-2017 Hitnotering (week 80): 20-01-2018 | Hitnotering (week 1 t/m 52): 07-12-2013 t/m 29-11-2014 Hitnotering (week 53 t/m 63): 13-12-2014 t/m 21-02-2015 Hitnotering (week 64): 21-03-2015 Hitnotering (week 65): 11-04-2015 Hitnotering (week 66): 11-07-2015 Hitnotering (week 67 t/m 68): 01-08-2015 t/m 08-08-2015 Hitnotering (week 69): 28-11-2015 Hitnotering (week 70): 04-06-2016 Hitnotering (week 71): 18-06-2016 Hitnotering (week 72): 16-07-2016 Hitnotering (week 73 t/m 74): 27-08-2016 t/m 03-09-2016 Hitnotering (week 75): 25-02-2017 Hitnotering (week 76): 19-08-2017 Hitnotering (week 77 t/m 78): 25-11-2017 t/m 02-12-2017 Hitnotering (week 79): 30-12-2017 Hitnotering (week 80): 20-01-2018 | Hitnotering (week 1 t/m 52): 07-12-2013 t/m 29-11-2014 Hitnotering (week 53 t/m 63): 13-12-2014 t/m 21-02-2015 Hitnotering (week 64): 21-03-2015 Hitnotering (week 65): 11-04-2015 Hitnotering (week 66): 11-07-2015 Hitnotering (week 67 t/m 68): 01-08-2015 t/m 08-08-2015 Hitnotering (week 69): 28-11-2015 Hitnotering (week 70): 04-06-2016 Hitnotering (week 71): 18-06-2016 Hitnotering (week 72): 16-07-2016 Hitnotering (week 73 t/m 74): 27-08-2016 t/m 03-09-2016 Hitnotering (week 75): 25-02-2017 Hitnotering (week 76): 19-08-2017 Hitnotering (week 77 t/m 78): 25-11-2017 t/m 02-12-2017 Hitnotering (week 79): 30-12-2017 Hitnotering (week 80): 20-01-2018 | Hitnotering (week 1 t/m 52): 07-12-2013 t/m 29-11-2014 Hitnotering (week 53 t/m 63): 13-12-2014 t/m 21-02-2015 Hitnotering (week 64): 21-03-2015 Hitnotering (week 65): 11-04-2015 Hitnotering (week 66): 11-07-2015 Hitnotering (week 67 t/m 68): 01-08-2015 t/m 08-08-2015 Hitnotering (week 69): 28-11-2015 Hitnotering (week 70): 04-06-2016 Hitnotering (week 71): 18-06-2016 Hitnotering (week 72): 16-07-2016 Hitnotering (week 73 t/m 74): 27-08-2016 t/m 03-09-2016 Hitnotering (week 75): 25-02-2017 Hitnotering (week 76): 19-08-2017 Hitnotering (week 77 t/m 78): 25-11-2017 t/m 02-12-2017 Hitnotering (week 79): 30-12-2017 Hitnotering (week 80): 20-01-2018 | Hitnotering (week 1 t/m 52): 07-12-2013 t/m 29-11-2014 Hitnotering (week 53 t/m 63): 13-12-2014 t/m 21-02-2015 Hitnotering (week 64): 21-03-2015 Hitnotering (week 65): 11-04-2015 Hitnotering (week 66): 11-07-2015 Hitnotering (week 67 t/m 68): 01-08-2015 t/m 08-08-2015 Hitnotering (week 69): 28-11-2015 Hitnotering (week 70): 04-06-2016 Hitnotering (week 71): 18-06-2016 Hitnotering (week 72): 16-07-2016 Hitnotering (week 73 t/m 74): 27-08-2016 t/m 03-09-2016 Hitnotering (week 75): 25-02-2017 Hitnotering (week 76): 19-08-2017 Hitnotering (week 77 t/m 78): 25-11-2017 t/m 02-12-2017 Hitnotering (week 79): 30-12-2017 Hitnotering (week 80): 20-01-2018 | Hitnotering (week 1 t/m 52): 07-12-2013 t/m 29-11-2014 Hitnotering (week 53 t/m 63): 13-12-2014 t/m 21-02-2015 Hitnotering (week 64): 21-03-2015 Hitnotering (week 65): 11-04-2015 Hitnotering (week 66): 11-07-2015 Hitnotering (week 67 t/m 68): 01-08-2015 t/m 08-08-2015 Hitnotering (week 69): 28-11-2015 Hitnotering (week 70): 04-06-2016 Hitnotering (week 71): 18-06-2016 Hitnotering (week 72): 16-07-2016 Hitnotering (week 73 t/m 74): 27-08-2016 t/m 03-09-2016 Hitnotering (week 75): 25-02-2017 Hitnotering (week 76): 19-08-2017 Hitnotering (week 77 t/m 78): 25-11-2017 t/m 02-12-2017 Hitnotering (week 79): 30-12-2017 Hitnotering (week 80): 20-01-2018 | Hitnotering (week 1 t/m 52): 07-12-2013 t/m 29-11-2014 Hitnotering (week 53 t/m 63): 13-12-2014 t/m 21-02-2015 Hitnotering (week 64): 21-03-2015 Hitnotering (week 65): 11-04-2015 Hitnotering (week 66): 11-07-2015 Hitnotering (week 67 t/m 68): 01-08-2015 t/m 08-08-2015 Hitnotering (week 69): 28-11-2015 Hitnotering (week 70): 04-06-2016 Hitnotering (week 71): 18-06-2016 Hitnotering (week 72): 16-07-2016 Hitnotering (week 73 t/m 74): 27-08-2016 t/m 03-09-2016 Hitnotering (week 75): 25-02-2017 Hitnotering (week 76): 19-08-2017 Hitnotering (week 77 t/m 78): 25-11-2017 t/m 02-12-2017 Hitnotering (week 79): 30-12-2017 Hitnotering (week 80): 20-01-2018 | Hitnotering (week 1 t/m 52): 07-12-2013 t/m 29-11-2014 Hitnotering (week 53 t/m 63): 13-12-2014 t/m 21-02-2015 Hitnotering (week 64): 21-03-2015 Hitnotering (week 65): 11-04-2015 Hitnotering (week 66): 11-07-2015 Hitnotering (week 67 t/m 68): 01-08-2015 t/m 08-08-2015 Hitnotering (week 69): 28-11-2015 Hitnotering (week 70): 04-06-2016 Hitnotering (week 71): 18-06-2016 Hitnotering (week 72): 16-07-2016 Hitnotering (week 73 t/m 74): 27-08-2016 t/m 03-09-2016 Hitnotering (week 75): 25-02-2017 Hitnotering (week 76): 19-08-2017 Hitnotering (week 77 t/m 78): 25-11-2017 t/m 02-12-2017 Hitnotering (week 79): 30-12-2017 Hitnotering (week 80): 20-01-2018 | Hitnotering (week 1 t/m 52): 07-12-2013 t/m 29-11-2014 Hitnotering (week 53 t/m 63): 13-12-2014 t/m 21-02-2015 Hitnotering (week 64): 21-03-2015 Hitnotering (week 65): 11-04-2015 Hitnotering (week 66): 11-07-2015 Hitnotering (week 67 t/m 68): 01-08-2015 t/m 08-08-2015 Hitnotering (week 69): 28-11-2015 Hitnotering (week 70): 04-06-2016 Hitnotering (week 71): 18-06-2016 Hitnotering (week 72): 16-07-2016 Hitnotering (week 73 t/m 74): 27-08-2016 t/m 03-09-2016 Hitnotering (week 75): 25-02-2017 Hitnotering (week 76): 19-08-2017 Hitnotering (week 77 t/m 78): 25-11-2017 t/m 02-12-2017 Hitnotering (week 79): 30-12-2017 Hitnotering (week 80): 20-01-2018 | Hitnotering (week 1 t/m 52): 07-12-2013 t/m 29-11-2014 Hitnotering (week 53 t/m 63): 13-12-2014 t/m 21-02-2015 Hitnotering (week 64): 21-03-2015 Hitnotering (week 65): 11-04-2015 Hitnotering (week 66): 11-07-2015 Hitnotering (week 67 t/m 68): 01-08-2015 t/m 08-08-2015 Hitnotering (week 69): 28-11-2015 Hitnotering (week 70): 04-06-2016 Hitnotering (week 71): 18-06-2016 Hitnotering (week 72): 16-07-2016 Hitnotering (week 73 t/m 74): 27-08-2016 t/m 03-09-2016 Hitnotering (week 75): 25-02-2017 Hitnotering (week 76): 19-08-2017 Hitnotering (week 77 t/m 78): 25-11-2017 t/m 02-12-2017 Hitnotering (week 79): 30-12-2017 Hitnotering (week 80): 20-01-2018 | Hitnotering (week 1 t/m 52): 07-12-2013 t/m 29-11-2014 Hitnotering (week 53 t/m 63): 13-12-2014 t/m 21-02-2015 Hitnotering (week 64): 21-03-2015 Hitnotering (week 65): 11-04-2015 Hitnotering (week 66): 11-07-2015 Hitnotering (week 67 t/m 68): 01-08-2015 t/m 08-08-2015 Hitnotering (week 69): 28-11-2015 Hitnotering (week 70): 04-06-2016 Hitnotering (week 71): 18-06-2016 Hitnotering (week 72): 16-07-2016 Hitnotering (week 73 t/m 74): 27-08-2016 t/m 03-09-2016 Hitnotering (week 75): 25-02-2017 Hitnotering (week 76): 19-08-2017 Hitnotering (week 77 t/m 78): 25-11-2017 t/m 02-12-2017 Hitnotering (week 79): 30-12-2017 Hitnotering (week 80): 20-01-2018 | Hitnotering (week 1 t/m 52): 07-12-2013 t/m 29-11-2014 Hitnotering (week 53 t/m 63): 13-12-2014 t/m 21-02-2015 Hitnotering (week 64): 21-03-2015 Hitnotering (week 65): 11-04-2015 Hitnotering (week 66): 11-07-2015 Hitnotering (week 67 t/m 68): 01-08-2015 t/m 08-08-2015 Hitnotering (week 69): 28-11-2015 Hitnotering (week 70): 04-06-2016 Hitnotering (week 71): 18-06-2016 Hitnotering (week 72): 16-07-2016 Hitnotering (week 73 t/m 74): 27-08-2016 t/m 03-09-2016 Hitnotering (week 75): 25-02-2017 Hitnotering (week 76): 19-08-2017 Hitnotering (week 77 t/m 78): 25-11-2017 t/m 02-12-2017 Hitnotering (week 79): 30-12-2017 Hitnotering (week 80): 20-01-2018 | Hitnotering (week 1 t/m 52): 07-12-2013 t/m 29-11-2014 Hitnotering (week 53 t/m 63): 13-12-2014 t/m 21-02-2015 Hitnotering (week 64): 21-03-2015 Hitnotering (week 65): 11-04-2015 Hitnotering (week 66): 11-07-2015 Hitnotering (week 67 t/m 68): 01-08-2015 t/m 08-08-2015 Hitnotering (week 69): 28-11-2015 Hitnotering (week 70): 04-06-2016 Hitnotering (week 71): 18-06-2016 Hitnotering (week 72): 16-07-2016 Hitnotering (week 73 t/m 74): 27-08-2016 t/m 03-09-2016 Hitnotering (week 75): 25-02-2017 Hitnotering (week 76): 19-08-2017 Hitnotering (week 77 t/m 78): 25-11-2017 t/m 02-12-2017 Hitnotering (week 79): 30-12-2017 Hitnotering (week 80): 20-01-2018 | Hitnotering (week 1 t/m 52): 07-12-2013 t/m 29-11-2014 Hitnotering (week 53 t/m 63): 13-12-2014 t/m 21-02-2015 Hitnotering (week 64): 21-03-2015 Hitnotering (week 65): 11-04-2015 Hitnotering (week 66): 11-07-2015 Hitnotering (week 67 t/m 68): 01-08-2015 t/m 08-08-2015 Hitnotering (week 69): 28-11-2015 Hitnotering (week 70): 04-06-2016 Hitnotering (week 71): 18-06-2016 Hitnotering (week 72): 16-07-2016 Hitnotering (week 73 t/m 74): 27-08-2016 t/m 03-09-2016 Hitnotering (week 75): 25-02-2017 Hitnotering (week 76): 19-08-2017 Hitnotering (week 77 t/m 78): 25-11-2017 t/m 02-12-2017 Hitnotering (week 79): 30-12-2017 Hitnotering (week 80): 20-01-2018 | Hitnotering (week 1 t/m 52): 07-12-2013 t/m 29-11-2014 Hitnotering (week 53 t/m 63): 13-12-2014 t/m 21-02-2015 Hitnotering (week 64): 21-03-2015 Hitnotering (week 65): 11-04-2015 Hitnotering (week 66): 11-07-2015 Hitnotering (week 67 t/m 68): 01-08-2015 t/m 08-08-2015 Hitnotering (week 69): 28-11-2015 Hitnotering (week 70): 04-06-2016 Hitnotering (week 71): 18-06-2016 Hitnotering (week 72): 16-07-2016 Hitnotering (week 73 t/m 74): 27-08-2016 t/m 03-09-2016 Hitnotering (week 75): 25-02-2017 Hitnotering (week 76): 19-08-2017 Hitnotering (week 77 t/m 78): 25-11-2017 t/m 02-12-2017 Hitnotering (week 79): 30-12-2017 Hitnotering (week 80): 20-01-2018 | Hitnotering (week 1 t/m 52): 07-12-2013 t/m 29-11-2014 Hitnotering (week 53 t/m 63): 13-12-2014 t/m 21-02-2015 Hitnotering (week 64): 21-03-2015 Hitnotering (week 65): 11-04-2015 Hitnotering (week 66): 11-07-2015 Hitnotering (week 67 t/m 68): 01-08-2015 t/m 08-08-2015 Hitnotering (week 69): 28-11-2015 Hitnotering (week 70): 04-06-2016 Hitnotering (week 71): 18-06-2016 Hitnotering (week 72): 16-07-2016 Hitnotering (week 73 t/m 74): 27-08-2016 t/m 03-09-2016 Hitnotering (week 75): 25-02-2017 Hitnotering (week 76): 19-08-2017 Hitnotering (week 77 t/m 78): 25-11-2017 t/m 02-12-2017 Hitnotering (week 79): 30-12-2017 Hitnotering (week 80): 20-01-2018 | Hitnotering (week 1 t/m 52): 07-12-2013 t/m 29-11-2014 Hitnotering (week 53 t/m 63): 13-12-2014 t/m 21-02-2015 Hitnotering (week 64): 21-03-2015 Hitnotering (week 65): 11-04-2015 Hitnotering (week 66): 11-07-2015 Hitnotering (week 67 t/m 68): 01-08-2015 t/m 08-08-2015 Hitnotering (week 69): 28-11-2015 Hitnotering (week 70): 04-06-2016 Hitnotering (week 71): 18-06-2016 Hitnotering (week 72): 16-07-2016 Hitnotering (week 73 t/m 74): 27-08-2016 t/m 03-09-2016 Hitnotering (week 75): 25-02-2017 Hitnotering (week 76): 19-08-2017 Hitnotering (week 77 t/m 78): 25-11-2017 t/m 02-12-2017 Hitnotering (week 79): 30-12-2017 Hitnotering (week 80): 20-01-2018 | Hitnotering (week 1 t/m 52): 07-12-2013 t/m 29-11-2014 Hitnotering (week 53 t/m 63): 13-12-2014 t/m 21-02-2015 Hitnotering (week 64): 21-03-2015 Hitnotering (week 65): 11-04-2015 Hitnotering (week 66): 11-07-2015 Hitnotering (week 67 t/m 68): 01-08-2015 t/m 08-08-2015 Hitnotering (week 69): 28-11-2015 Hitnotering (week 70): 04-06-2016 Hitnotering (week 71): 18-06-2016 Hitnotering (week 72): 16-07-2016 Hitnotering (week 73 t/m 74): 27-08-2016 t/m 03-09-2016 Hitnotering (week 75): 25-02-2017 Hitnotering (week 76): 19-08-2017 Hitnotering (week 77 t/m 78): 25-11-2017 t/m 02-12-2017 Hitnotering (week 79): 30-12-2017 Hitnotering (week 80): 20-01-2018 | Hitnotering (week 1 t/m 52): 07-12-2013 t/m 29-11-2014 Hitnotering (week 53 t/m 63): 13-12-2014 t/m 21-02-2015 Hitnotering (week 64): 21-03-2015 Hitnotering (week 65): 11-04-2015 Hitnotering (week 66): 11-07-2015 Hitnotering (week 67 t/m 68): 01-08-2015 t/m 08-08-2015 Hitnotering (week 69): 28-11-2015 Hitnotering (week 70): 04-06-2016 Hitnotering (week 71): 18-06-2016 Hitnotering (week 72): 16-07-2016 Hitnotering (week 73 t/m 74): 27-08-2016 t/m 03-09-2016 Hitnotering (week 75): 25-02-2017 Hitnotering (week 76): 19-08-2017 Hitnotering (week 77 t/m 78): 25-11-2017 t/m 02-12-2017 Hitnotering (week 79): 30-12-2017 Hitnotering (week 80): 20-01-2018 |
| Week: | 1 | 2 | 3 | 4 | 5 | 6 | 7 | 8 | 9 | 10 | 11 | 12 | 13 | 14 | 15 | 16 | 17 | 18 | 19 | 20 |
| --- | --- | --- | --- | --- | --- | --- | --- | --- | --- | --- | --- | --- | --- | --- | --- | --- | --- | --- | --- | --- |
| Positie: | 2 | 3 | 3 | 2 | 2 | 2 | 4 | 4 | 4 | 6 | 7 | 8 | 13 | 21 | 16 | 16 | 20 | 21 | 22 | 24 |
| Week: | 21 | 22 | 23 | 24 | 25 | 26 | 27 | 28 | 29 | 30 | 31 | 32 | 33 | 34 | 35 | 36 | 37 | 38 | 39 | 40 |
| Positie: | 28 | 31 | 29 | 19 | 19 | 11 | 11 | 14 | 32 | 41 | 40 | 44 | 50 | 60 | 87 | 55 | 58 | 66 | 170 | 95 |
| Week: | 41 | 42 | 43 | 44 | 45 | 46 | 47 | 48 | 49 | 50 | 51 | 52 | | 53 | 54 | 55 | 56 | 57 | 58 | 59 |
| Positie: | 104 | 90 | 121 | 106 | 81 | 79 | 95 | 89 | 66 | 115 | 103 | 145 | uit | 140 | 114 | 154 | 108 | 131 | 165 | 138 |
| Week: | 60 | 61 | 62 | 63 | | 64 | | 65 | | 66 | | 67 | 68 | | 69 | | 70 | | 71 | |
| Positie: | 175 | 197 | 127 | 112 | uit | 195 | uit | 151 | uit | 182 | uit | 186 | 141 | uit | 155 | uit | 151 | uit | 190 | uit |
| Week: | 72 | | 73 | 74 | | 75 | | 76 | | 77 | 78 | | 79 | | 80 | | | | | |
| Positie: | 183 | uit | 188 | 195 | uit | 178 | uit | 191 | uit | 178 | 165 | uit | 200 | uit | 190 | uit | | | | |

### Singles
| Single met eventuele hitnotering(en) in de Nederlandse Top 40 | Datum van verschijnen | Datum van binnenkomst | Hoogste positie | Aantal weken | Opmerkingen                                                                                            |
| ------------------------------------------------------------- | --------------------- | --------------------- | --------------- | ------------ | --- |
| Muziek                                                        | 14-10-2013            | 26-10-2013            | 9               | 4            | met Ali B en Bag2Bank / Nr. 1 in de Single Top 100                                                     |
| Ik zou het zo weer overdoen                                   | 2013                  | 23-11-2013            | 3               | 9            | met Trijntje Oosterhuis / Nr. 1 in de Single Top 100                                                   |
| Samen voor altijd                                             | 2013                  | 07-12-2013            | 12              | 11           | met Jada Borsato, Willem Frederiks, Lange Frans, Day Ewbank & John Ewbank / Nr. 1 in de Single Top 100 |

| Single met hitnotering(en) in de Vlaamse Ultratop 50 | Datum van verschijnen | Datum van binnenkomst | Hoogste positie | Aantal weken | Opmerkingen                                                               |
| ---------------------------------------------------- | --------------------- | --------------------- | --------------- | ------------ | ------------------------------------------------------------------------- |
| Muziek                                               | 2013                  | 26-10-2013            | tip8            | -            | met Bag2Bank & Ali B / Nr. 27 in de Radio 2 Top 30                        |
| Ik zou het zo weer overdoen                          | 2013                  | 16-11-2013            | 30              | 2            | met Trijntje Oosterhuis                                                   |
| Samen voor altijd                                    | 2013                  | 07-12-2013            | 1 (2wk)         | 10           | met Jada Borsato, Willem Frederiks, Lange Frans, Day Ewbank & John Ewbank |
| Het beste wat ik ooit had                            | 2014                  | 24-02-2014            | tip13           | -            |                                                                           |